# My Early Burglary Years
My Early Burglary Years è un album raccolta del cantante inglese Morrissey.
Pubblicato il 15 settembre del 1998 dalla Reprise per il mercato statunitense, il disco non riuscì ad entrare in classifica.

## Realizzazione
L'album segue la tradizione delle precedenti raccolte Bona Drag e World of Morrissey e contiene una serie di singoli e relative b-sides, alcuni brani provenienti dai precedenti album, tracce live e materiale inedito, tra cui una cover di Cosmic Dancer, dei T.Rex di Marc Bolan, registrata dal vivo a Costa Mesa (Stati Uniti), nel giugno del 1991.
In un'intervista concessa alla stazione radiofonica KCXX, nel 1998, Morrissey ha dichiarato: "Non c'è una grande idea dietro quest'album, davvero. È solo una raccolta di canzoni, quelle non troppo conosciute, molte delle quali non sono mai state pubblicate in questo paese (USA, ndr) prima d'ora. Solo una raccolta di cose smarrite nel corso degli anni. Ed è proprio ricordando alla gente questo tipo di cose che io sono ancora qui e sono...vagamente vivo."
La versione CD contiene anche il video promozionale di Sunny, aperto da un messaggio di Morrissey.

## Copertina
La foto di copertina è stata realizzata nel 1990 da Kevin Cummins, a Rochdale Canal (un sobborgo di Manchester), nei pressi degli studi televisivi di Granada TV. La session in cui venne scattata la foto fu commissionata, dalla EMI, per un servizio della rivista NME, ed è stata poi utilizzata dalla casa discografica per altri scopi promozionali.

## Tracce
1. Sunny – 2:43
2. At Amber – 2:44 (b-side di Piccadilly Palare)
3. Cosmic Dancer (live in Costa Mesa, 1991) – 3:56
4. Nobody Loves Us – 4:50 (b-side di Dagenham Dave)
5. A Swallow on My Neck – 2:50 (b-side di Sunny)
6. Sister I'm a Poet – 2:27 (b-side di Everyday Is Like Sunday)
7. Black-Eyed Susan – 4:07 (b-side di Sunny)
8. Michael's Bones – 3:08 (b-side di The Last of the Famous International Playboys)
9. I'd Love To (US version) – 4:50 (b-side di The More You Ignore Me, the Closer I Get)
10. Reader Meet Author – 3:42 (da Southpaw Grammar)
11. Pashernate Love – 2:23 (b-side di You're the One for Me, Fatty)
12. Girl Least Likely To – 4:51 (b-side di November Spawned a Monster)
13. Jack the Ripper (live) – 4:11  (da Beethoven Was Deaf e b-side di Now My Heart Is Full)
14. I've Changed My Plea to Guilty (US version) – 3:14 (b-side di My Love Life)
15. The Boy Racer – 4:45 (da Southpaw Grammar)
16. Boxers – 3:30